# Chlorops flavipila
Chlorops flavipila är en tvåvingeart som beskrevs av Smirnov 1964. Chlorops flavipila ingår i släktet Chlorops och familjen fritflugor. Inga underarter finns listade i Catalogue of Life.